# Колосс Родосский (картина Дали)
«Колосс Родосский» (кат. El Colós de Rodes) — картина 1954 года художника-сюрреалиста Сальвадора Дали. Это одна из серии из семи картин, созданных для фильма 1956 года «Семь чудес света», каждая из которых изображает одно из одноимённых чудес. На работе Дали изображен Колосс Родосский, древняя статуя греческого титана и бога солнца Гелиоса. В итоге картина не была использована для фильма и в 1981 году была передана в дар Музею изящных искусств Берна, где ныне и хранится.
Созданный через два десятилетия после расцвета Дали с сюрреалистическим движением «Колосс Родосский» символизирует его переход от авангарда к мейнстриму. В результате финансового давления, вызванного его переездом в США в 1940 году, и под влиянием его увлечения Голливудом, Дали сместил фокус в своём творчестве с исследования подсознания и восприятия на исторические и научные темы.
На изображение Колосса Дали большое влияние оказала работа Герберта Мариона, скульптора и хранителя Британского музея, созданная в 1953 году. Марион изобразил статую Колосса полой, сформированной из кованых бронзовых пластин и расположенной у гавани, а не над ней. С Колосса у Мариона свисала ткань, придававшая всей статуе устойчивое основание в виде треноги. Все эти элементы работы Мариона были включены Дали в свою картину.

## Провенанс
Картина находится в коллекции Музея изящных искусств Берна, куда она была помещена согласно завещанию Джорджа Ф. Келлера 1981 года. Он выставлялась в Музее современного искусства в Мадриде в 1983 году, в Государственной галерее Штутгарта в 1989 году, в музее Луизиана с 1989 по 1990 год, а затем в 1990 году в Монреальском музее изящных искусств.
Несколько других картин из серии «Семь чудес света» было выставлено на торги. «Статуя Зевса Олимпийского» была продана на аукционе Sotheby’s в 2009 году за $482 500 и сейчас хранится в коллекции Музея современного искусства Морохаси. В 2013 году там же с молотка ушёл «Храм Дианы в Эфесе» за $845 000, который ныне находится в частной коллекции. «Стены Вавилона» были предложены на аукционе Sotheby’s в 2014 году с предварительной оценкой в £300 000—400 000 и были куплены. На аукционе Christie’s были проданы «Мавзолей в Галикарнасе» за $1 325 000 в 2016 году и «Стены Вавилона» за £168 750 в 2001 году.

## Версии
Дали создал по меньшей мере один этюд к картине: «Первую версию Колосса Родосского», работу 1954 года, выполненную чернилами на картоне размером 25 на 35,3 см, которая включает в себя три наброска Колосса. Этот этюд был представлен с 3 ноября 2010 года по 30 апреля 2011 года в Тайм-Уорнер-Центре в Нью-Йорке, в рамках выставки «Дали в Тайм-Уорнер-Центре: видение гения» (англ. Dalí at Time Warner Center: The Vision of a Genius), где он также был выставлен на продажу.
Литографии, воспроизводящие статую, часто предлагаются для продажи. Это вызвано тем, что Шейнс назвал «эксплуататорским и/или вялым отношением Дали», что привело к тому, что торговля литографиями Дали пребывает «в хаосе». Дали, отказавшись от традиции ограниченной печати с пластин, которые затем уничтожались, подписал от 40 000 до 350 000 чистых листов бумаги, на которые позднее печатались его работы. Это вкупе с многочисленными подделками легко воспроизводимой подписью художника, охарактеризованное Шейнсом как «одно из самых больших и самых длительных актов финансового мошенничества, когда-либо совершённых в истории искусства», фактически обесценило литографии Дали.